# Mistrovství světa juniorů v ledním hokeji 1994
Mistrovství světa juniorů v ledním hokeji 1994 se konalo 26. prosince 1993 až 4. ledna 1994 v českých městech Ostrava a Frýdek-Místek.
Mužstvo Československa bylo nově nahrazeno v elitní skupině Českem, Slováci byli zařazeni do kvalifikace o C skupinu.

## Stadiony
| Ostrava                                           | Frýdek-Místek                               |
| ------------------------------------------------- | ------------------------------------------- |
| Palác kultury a sportu Kapacita: 9 3201 14 zápasů | VSH Frýdek-Místek Kapacita: 6 500 14 zápasů |
|                                                   |                                             |

1 tehdejší kapacita.

## Pořadí
| pozice | Tým       | Z | GS | GI | B  |
| ------ | --------- | - | -- | -- | -- |
| 1.     | Kanada    | 7 | 39 | 20 | 13 |
| 2.     | Švédsko   | 7 | 35 | 16 | 12 |
| 3.     | Rusko     | 7 | 23 | 17 | 11 |
| 4.     | Finsko    | 7 | 27 | 24 | 8  |
| 5.     | Česko     | 7 | 31 | 29 | 6  |
| 6.     | USA       | 7 | 20 | 33 | 3  |
| 7.     | Německo   | 7 | 10 | 26 | 2  |
| 8.     | Švýcarsko | 7 | 10 | 30 | 1  |

## Návštěvnost
Na MSJ se hrálo 28 utkání, která navštívilo celkem 58143 diváků (průměr 2423 na utkání).
| Město         | Celkem | Průměr |
| ------------- | ------ | ------ |
| Ostrava       | 30270  | 2,752  |
| Frýdek-Místek | 27873  | 2,144  |

| Tým       | Celkem | Průměr |
| --------- | ------ | ------ |
| Česko     | 34150  | 4,879  |
| Kanada    | 19130  | 2,733  |
| Švédsko   | 15620  | 2,231  |
| Rusko     | 14630  | 2,090  |
| Finsko    | 10548  | 1,507  |
| USA       | 9723   | 1,389  |
| Německo   | 7260   | 1,037  |
| Švýcarsko | 5225   | 746    |

## Výsledky
26.12.1993

Rusko–Česko 5:1 (0:1, 5:0, 0:0) (Ostrava)

Švédsko–Německo 4:1 (2:1, 1:0, 1:0)  (Ostrava)

Kanada–Švýcarsko 5:1 (2:1, 1:0, 2:0)  (Frýdek-Místek)

Finsko–USA 5:2 (2:0, 1:0, 2:2)  (Frýdek-Místek)

27.12.1993

Kanada–Německo 5:2 (1:2, 2:0, 2:0)  (Ostrava)

Švédsko–Rusko 3:0 (0:0, 3:0, 0:0)  (Ostrava)

Finsko–Česko 7:3 (3:0, 1:2, 3:1)  (Frýdek-Místek)

Švýcarsko–USA 1:1 (0:0, 0:0, 1:1)  (Frýdek-Místek)

29.12.1993

Švédsko–Finsko 6:2 (1:1, 1:0, 4:1)  (Ostrava)

USA–Německo 7:2 (3:1, 2:0, 2:1)  (Ostrava)

Kanada–Rusko 3:3 (1:0, 1:0, 1:3)  (Frýdek-Místek)

Česko–Švýcarsko 6:0 (2:0, 0:0, 4:0)  (Frýdek-Místek)

30.12.1993

Kanada–Finsko 6:3 (1:1, 2:1, 3:1)  (Ostrava)

Česko–Německo 6:2 (2:1, 0:1, 4:0)  (Ostrava)

Švédsko–Švýcarsko 6:2 (1:0, 4:0, 1:2)  (Frýdek-Místek)

Rusko–USA 4:3 (1:1, 3:2, 0:0)  (Frýdek-Místek)

1.1.1994

Rusko–Německo 1:0 (0:0, 0:0, 1:0)  (Ostrava)

Finsko–Švýcarsko 4:2 (2:1, 2:0, 0:1)  (Ostrava)

Švédsko–Česko 6:4 (2:2, 1:1, 3:1)  (Frýdek-Místek)

Kanada- USA 8:3 (4:2, 2:0, 2:1)  (Frýdek-Místek)

2.1.1994

Kanada–Česko 6:4 (2:1, 2:2, 2:1) (Ostrava)

Švédsko–USA 6:1 (2:0, 2:0, 2:1) (Ostrava)

Finsko–Německo 2:0 (1:0, 1:0, 0:0)  (Frýdek-Místek)

Rusko–Švýcarsko 5:3 (1:0, 2:2, 2:1)  (Frýdek-Místek)

4.1.1994

Kanada–Švédsko 6:4 (2:2, 3:0, 1:2)  (Ostrava)

Německo–Švýcarsko 3:1 (0:0, 2:0, 1:1)  (Ostrava)

Rusko–Finsko 5:4 (0:0, 3:2, 2:2)  (Frýdek-Místek)

Česko–USA 7:3 (1:2, 3:1, 3:0)  (Frýdek-Místek)

## Soutěž Fair play
| Poř. | Tým       | TM       |
| ---- | --------- | -------- |
| 1.   | Švédsko   | 82 min.  |
| 2.   | Rusko     | 98 min.  |
| 3.   | Švýcarsko | 98 min.  |
| 4.   | Česko     | 114 min. |

## Soupisky
Kanada
Brankáři: Manny Fernandez, Jamie Storr

Obránci: Chris Armstrong, Drew Bannister, Joel Bouchard, Bryan McCabe, Nick Stajduhar, Brent Tully, Brendan Witt

Útočníci: Jason Allison, Jason Botterill, Curtis Bowen, Anson Carter, Brandon Convery, Yanick Dubé, Jeff Friesen, Aaron Gavey, Martin Gendron, Rick Girard, Todd Harvey, Marty Murray, Michael Peca, .
  Švédsko
Brankáři: Jonas Forsberg, Peter Iversen

Obránci: Anders Eriksson, Edvin Frylén, Daniel Glimmenvall, Kenny Jönsson, Joakim Lundberg, Mattias Timander, Dick Tärnström, Mattias Öhlund

Útočníci: Johan Davidsson, Peter Gerhardsson, Johan Hagman, Mikael Håkanson, Mathias Johansson, Mats Lindgren, Fredrik Modin, Roger Rosén, Peter Ström, Niklas Sundström, Per Svartvadet, Anders Söderberg.
  Rusko
Brankáři: Denis Kuzmenko, Jevgenij Rjabčikov

Obránci: Nikolaj Culigyn, Maxim Cvetkov, Alexej Chikalin, Alexandr Osodči, Dmitrij Podlegajev, Ilja Stašenkov, Vasilij Turkovskij, Oleg Tverdovskij 
Útočníci: Jevgenij Babarinko, Maxim Bets, Sergej Brylin, Valerij Bure, Pavel Desiatkov, Alexandr Charlamov, Sergej Konraškin, Konstantin Kuzmičev, Maxim Smelnickij, Maxim Sušinskij, Vadim Šarifjanov, Nikolaj Zavaruchin.
 Finsko
Brankáři: Petri Engman, Jussi Markkanen

Obránci: Tuomas Grönman, Tommi Hämäläinen, Jere Karalahti, Tom Koivisto, Janne Niinimaa, Jani Nikko, Kimmo Timonen, Mikko Turunen

Útočníci: Antti Aalto, Jani Hassinen, Jari Kauppila, Teemu Kohvakka, Saku Koivu, Juha Lind, Tommi Miettinen, Niko Mikkola, Veli-Pekka Nutikka, Jussi Tarvainen, Jukka Tiilikainen, Jonni Vauhkonen.
 Česko
Brankáři: Robert Slávik, Petr Franěk, Jaroslav Miklenda

Obránci: Marek Malík, Pavel Kowalczyk, Jaroslav Špaček, Pavel Zubíček, Vítězslav Škuta, Pavel Rajnoha, Radim Tesařík, Libor Procházka

Útočníci: Petr Sýkora, Zdeněk Nedvěd, David Výborný, Josef Marha, Tomáš Vlasák, Ladislav Prokůpek, Milan Navrátil, Tomáš Blažek, Zdeněk Sedlák, Václav Prospal, Lukáš Smítal, Ondřej Steiner.
 USA
Brankáři: Aaron Ellis, Toby Kvalevog

Obránci: Jonathan Coleman, Ashlin Halfnight, Jamie Langerbruner, Jason McBain, Deron Quint, Blake Sloan, David Wilkie

Útočníci: Kevyn Adams, Jason Bonsignore, Andrew Brink, Adam Deadmarsh, John Emmons, Kevin Hilton, Jason Karmaros, Bob Lachance, Chris O'Sullivan, Jay Pandolfo, Richard Park, Ryan Sittler, John Varga.
 Německo
Brankáři: Garten Gossman, Marc Selinger

Obránci: Marco Eltner, Rafael Jedamzik, Christian Gegenfurtner, Erich Goldmann, Rudolf Gorgenländer, Markus Krawingel, Patrick Solf, Markus Wieland

Útočníci: Fabian Brännström, Sven Felski, Jochen Hecht, Stefan Mann, Thomas Knobloch, Daniel Körber, Mike Losch, Stephan Retzen, Alexander Serikow, Andrea Schreider, Stefan Ustorf, Sven Valenti.
 Švýcarsko
Brankáři: Claudio Bayer, Lars Wieber

Obránci: Sven Dick, Brund Habisreutinger, Jakub Horak, Marco Klöti, Jörg Reber, Marco Schellenberg, Pascal Sommer, Jerry Zuurmond

Útočníci: Robin Bauer, Patric Della Rosa, Patrick Fischer, Retto Germann, Daniel Giger, Vjieran Ivankovic, Marcel Jenni, Mathias Keller, Patrick Looser, Thieri Paterlini, Stefano Togni, Michel Zeiter.

## Turnajová ocenění
|                            | Brankář            | Obránce       | Obránce       | Útočníci         | Útočníci         | Útočníci         |
| -------------------------- | ------------------ | ------------- | ------------- | ---------------- | ---------------- | ---------------- |
| Ceny direktoriátu IIHF     | Jamie Storr        | Kenny Jönsson | Kenny Jönsson | Niklas Sundström | Niklas Sundström | Niklas Sundström |
| All-Star Tým (podle médií) | Jevgenij Rjabčikov | Kenny Jönsson | Kimmo Timonen | Niklas Sundström | Valerij Bure     | David Výborný    |

### Produktivita
| Hráč             | G | A | Body |
| ---------------- | - | - | ---- |
| Niklas Sundström | 4 | 7 | 11   |
| Martin Gendron   | 6 | 4 | 10   |
| Yanick Dubé      | 5 | 5 | 10   |
| Rick Girard      | 6 | 3 | 9    |
| Mats Lindgren    | 5 | 4 | 9    |

### Střelci
Martin Gendron,  Rick Girard a  Petr Sýkora dali 6 gólů

### Úspěšnost brankářů
| Poř. | Hráč               | Stát    | MIN | Gob. | %     | Pr.  | SO |
| ---- | ------------------ | ------- | --- | ---- | ----- | ---- | -- |
| 1    | Jamie Storr        | Kanada  | 240 | 10   | 89.13 | 2.50 | 0  |
| 2    | Manny Fernandez    | Kanada  | 180 | 10   | 87.65 | 3.33 | 0  |
| 3    | Jevgenij Rjabčikov | Rusko   | 420 | 17   | 87.41 | 2.43 | 1  |
| 4    | Jussi Markkanen    | Finsko  | 180 | 9    | 86.96 | 3.00 | 1  |
| 5    | Peter Iversen      | Švédsko | 420 | 15   | 86.11 | 2.14 | 1  |

## Nižší skupiny

### B skupina
Šampionát B skupiny se odehrál v Bukurešti v Rumunsku, postup na MSJ 1995 si vybojovali Ukrajinci, naopak sestoupili domácí.
1.  Ukrajina

2.  Norsko

3.  Francie

4.  Polsko

5.  Itálie

6.  Rakousko

7.  Japonsko

8.  Rumunsko

### Kvalifikace o C skupinu
Před samotným šampionátem C skupiny se odehrála kvalifikace v Nitře a v Nových Zámcích na Slovensku 1.–7. listopadu 1993. První dva celky získaly právo startovat v "céčku".
| Skupina A 1. Lotyšsko 2. Bělorusko 3. Slovinsko 4. Estonsko | Skupina B 1. Slovensko 2. Kazachstán 3. Chorvatsko |

Finálové kolo

1.  Slovensko

2.  Lotyšsko

3.  Kazachstán

4.  Bělorusko

### C skupina
Šampionát C skupiny se odehrál v Odense a v Esbjergu v Dánsku, postup do B skupiny MSJ 1995 si vybojovali Slováci.
1.  Slovensko

2.  Lotyšsko

3.  Dánsko

4.  Velká Británie

5.  Maďarsko

6.  Nizozemsko

7.  Španělsko

8.  Bulharsko

9.  KLDR (předem odstoupila)